# Cullercoats
Cullercoats är en ort i distriktet North Tyneside, i grevskapet Tyne and Wear, i England. Cullercoats hade 9 356 invånare år 2021. Cullercoats var en civil parish 1866–1908 när blev den en del av Tynemouth. Civil parish hade 1 743 invånare år 1901.